# Socotroonops socotra
Socotroonops socotra es una especie de arañas araneomorfas de la familia Oonopidae, la única conocida de su género.

## Distribución geográfica
Es endémica de Socotra.